# طوكيو تاناكا صن غو

## معلومات الدراما
اسم الدراما: 特急田中３号
اسم الدراما بالروماجي: Tokkyu Tanaka 3 Go
النوع: كوميدي، رومنسي، صداقة
تاريخ العرض: 13 أبريل 2007
عدد الحلقات: 11 حلقه
نسبة المشاهدة: 08.8%
أغنية الشارة: يوروكوبي نو اوتا (كاتون)

## نبذة
بعد سنتين من التحضير المستمر، يستطيع إيتشيرو تاناكا آخيرا القبول في جامعة ضعيفة
المستوى. من أجل رغبته القاتله في أن يصبح شاب شعبي عن الفتيات، يدخل بالصدفة
في عالم السكك الحديدية «اوتاكوا (ويدعى تيتسو)» وعندها يتوغل في هذا العالم.
تصور لنا هذا الدراما قصة إيتشرو والعديد من الأوتاكو الذين يشعرون بالوحدة مثله والذين يسعون
جاهداً في أن يصبحوا شعبيين ولكن لايستطيعون، تصور لنا تطوراتهم في مجال الحب والصداقة
والنضج بالنسبة للإنسان.
دور كامي
يلعب كامي دور تورو شيباهارا في الحلقة التاسعة. يأتي لـ المغسلة التي يعمل بها إيتشيرو ولكن إيتشيرو يلاحظ أن هناك شيء غريب بشأنه فيلحق به. بعدها يكتشف إيتشيرو أنه يكون أخيه من ناحية الأم، وقد أتيَ لـ البحث عن إيتشيرو ليخبره عن والدته وعن حالته الصحية.

## الممثلون
تاناكا كوكي في دور إيتشيرو تاناكا
تسوكاموتو تاكاتشي في دور هاناغاتا كي
أكياما ريوجي في دور موموياما سيجي
كورياما تشياكي في دور ميغورو تيرومي
كاتو روسا في دور تشيبويا كوتون
كاميناشي كازويا كضيف

## أغاني الدراما
يوروكوبي نو اوتا (كاتون)

## بعد العرض
نسبة المشاهدة
- الحلقة الأولى: 11.5%
- الحلقة الثانية: 08.7%
- الحلقة الثالثة: 07.6%
- الحلقة الرابعة: 08.0%
- الحلقة الخامسة: 08.3%
- الحلقة السادسة: 09.4%
- الحلقة السابعة: 08.5%
- الحلقة الثامنة: 09.1%
- الحلقة التاسعة: 09.7%
- الحلقة العاشرة: 06.8%
- الحلقة الحادية عشر: 08.9%
- متوسط نسبة المشاهدة: 08.8%